# Indische Badmintonmeisterschaft 2011/12
Die Indische Badmintonmeisterschaft der Saison 2011/2012 fand vom 17. bis zum 25. Januar 2012 in Bangalore statt. Es war die 76. Austragung der nationalen Titelkämpfe im Badminton in Indien.

## Finalergebnisse
| Disziplin    | Sieger                        | Finalist                      | Ergebnis            |
| ------------ | ----------------------------- | ----------------------------- | ------------------- |
| Herreneinzel | Sourabh Varma                 | Sai Praneeth Bhamidipati      | 21-19, 21-19        |
| Dameneinzel  | P. V. Sindhu                  | Neha Pandit                   | 21-9, 21-14         |
| Herrendoppel | Tarun Kona Arun Vishnu        | Rupesh Kumar Sanave Thomas    | 21-16, 16-21, 21-18 |
| Damendoppel  | Pradnya Gadre Prajakta Sawant | Siki Reddy Aparna Balan       | 21-19, 22-20        |
| Mixed        | Arun Vishnu Aparna Balan      | Pranav Chopra Prajakta Sawant | 21-16, 17-21, 21-19 |